# NBA All-Star Game 1983
L'NBA All-Star Game 1983, svoltosi a Los Angeles, vide la vittoria finale della Eastern Conference sulla Western Conference per 132 a 123.
Julius Erving, dei Philadelphia 76ers, fu nominato MVP della partita.

## Squadre

### Western Conference
| Western Conference  |                        |     |     |     |     |     |     |     |     |
| Giocatore           | Squadra                | MIN | FGM | FGA | FTM | FTA | RIM | AST | PT  |
| Alex English        | Denver Nuggets         | 23  | 7   | 14  | 0   | 1   | 4   | 0   | 14  |
| Maurice Lucas       | Phoenix Suns           | 27  | 3   | 8   | 0   | 1   | 7   | 1   | 6   |
| Kareem Abdul-Jabbar | Los Angeles Lakers     | 32  | 9   | 12  | 2   | 3   | 6   | 5   | 20  |
| Magic Johnson       | Los Angeles Lakers     | 33  | 7   | 16  | 3   | 4   | 5   | 16  | 17  |
| David Thompson      | Seattle SuperSonics    | 17  | 5   | 7   | 0   | 0   | 1   | 2   | 10  |
| George Gervin       | San Antonio Spurs      | 14  | 3   | 8   | 2   | 2   | 0   | 3   | 9   |
| Jamaal Wilkes       | Los Angeles Lakers     | 15  | 4   | 6   | 2   | 2   | 2   | 2   | 10  |
| Jack Sikma          | Seattle SuperSonics    | 17  | 4   | 6   | 0   | 0   | 3   | 1   | 8   |
| Artis Gilmore       | San Antonio Spurs      | 16  | 2   | 4   | 1   | 2   | 5   | 1   | 5   |
| Gus Williams        | Seattle SuperSonics    | 15  | 3   | 9   | 0   | 0   | 1   | 4   | 6   |
| Jim Paxson          | Portland Trail Blazers | 17  | 5   | 7   | 1   | 2   | 0   | 1   | 11  |
| Kiki Vandeweghe     | Denver Nuggets         | 14  | 3   | 4   | 1   | 2   | 3   | 1   | 7   |
| Totale              |                        | 240 | 55  | 101 | 12  | 19  | 37  | 37  | 123 |
| All. Pat Riley      | Los Angeles Lakers     |     |     |     |     |     |     |     |     |

MIN: minuti. FGM: tiri dal campo riusciti. FGA: tiri dal campo tentati. FTM: tiri liberi riusciti. FTA: tiri liberi tentati. RIM: rimbalzi. AST: assist. PT: punti

### Eastern Conference
| Eastern Conference    |                    |     |     |     |     |     |     |     |     |
| Giocatore             | Squadra            | MIN | FGM | FGA | FTM | FTA | RIM | AST | PT  |
| Larry Bird            | Boston Celtics     | 29  | 7   | 14  | 0   | 0   | 13  | 7   | 14  |
| Julius Erving         | Philadelphia 76ers | 28  | 11  | 19  | 3   | 3   | 6   | 3   | 25  |
| Moses Malone          | Philadelphia 76ers | 24  | 3   | 8   | 4   | 6   | 8   | 3   | 10  |
| Maurice Cheeks        | Philadelphia 76ers | 18  | 3   | 8   | 0   | 0   | 1   | 1   | 6   |
| Isiah Thomas          | Detroit Pistons    | 29  | 9   | 14  | 1   | 1   | 4   | 7   | 19  |
| Sidney Moncrief       | Milwaukee Bucks    | 28  | 8   | 14  | 4   | 5   | 5   | 4   | 20  |
| Marques Johnson       | Milwaukee Bucks    | 20  | 3   | 10  | 1   | 2   | 2   | 2   | 7   |
| Robert Parish         | Boston Celtics     | 18  | 5   | 6   | 3   | 4   | 3   | 0   | 13  |
| Andrew Toney          | Philadelphia 76ers | 18  | 4   | 5   | 0   | 0   | 1   | 7   | 8   |
| Buck Williams         | New Jersey Nets    | 19  | 3   | 4   | 2   | 4   | 7   | 1   | 8   |
| Reggie Theus          | Chicago Bulls      | 8   | 0   | 5   | 0   | 0   | 1   | 1   | 0   |
| Bill Laimbeer         | Detroit Pistons    | 6   | 1   | 1   | 0   | 0   | 1   | 0   | 2   |
| Totale                |                    | 240 | 57  | 108 | 18  | 25  | 52  | 36  | 132 |
| All. Billy Cunningham | Philadelphia 76ers |     |     |     |     |     |     |     |     |

MIN: minuti. FGM: tiri dal campo riusciti. FGA: tiri dal campo tentati. FTM: tiri liberi riusciti. FTA: tiri liberi tentati. RIM: rimbalzi. AST: assist. PT: punti